# Silvijo Petriško
Silvijo Petriško (Zagreb, Yugoslavia, 20 de noviembre de 1979) es un deportista croata que compitió en remo como timonel.
Participó en los Juegos Olímpicos de Sídney 2000, obteniendo una medalla de bronce en la prueba de ocho con timonel. Ganó una medalla de plata en el Campeonato Mundial de Remo de 2001, en la misma prueba.

## Palmarés internacional
| Juegos Olímpicos   | Juegos Olímpicos   | Juegos Olímpicos  | Juegos Olímpicos |
| Año                | Lugar              | Medalla           | Prueba           |
| ------------------ | ------------------ | ----------------- | ---------------- |
| 2000               | Sídney (Australia) | Medalla de bronce | Ocho con timonel |
| Campeonato Mundial |                    |                   |                  |
| Año                | Lugar              | Medalla           | Prueba           |
| 2001               | Lucerna (Suiza)    | Medalla de plata  | Ocho con timonel |